# Kleinder-Liempde
Kleinder-Liempde is een buurtschap ten zuidoosten van Boxtel en ten westen van Liempde in de Nederlandse provincie Noord-Brabant. De buurtschap ligt direct ten zuiden van het dal van de Dommel.
In 1352 werd de buurtschap voor het eerst vermeld als Lutgerliempde, waarbij Lutger eveneens klein betekent (denk aan luttel en het Engelse little).
In 1555 was er reeds sprake van een kapel in deze buurtschap die gewijd was aan de Heilige Gregorius. Deze kapel stond aan het huidige adres Liempdseweg 3 en raakte in de loop der eeuwen zeer vervallen. Ze zou omstreeks 1960 gesloopt zijn.
In 1742 werd de steenweg van 's-Hertogenbosch naar Eindhoven aangelegd die Kleinder-Liempde doorsneed, en in 1868 gebeurde hetzelfde met het Duits Lijntje, de spoorweg van Boxtel naar Wesel.
In 1826 werd er vlak bij de Dommel een papierfabriek opgericht door Adam Hendrik Velsen. Hier werd papier uit lompen vervaardigd. Als krachtbron werd een windmolen gebruikt. In 1830 werkten er 12 mensen. In 1858 kwam er een stoommachine en in 1862 werkten er 31 mensen. In 1865 kwam er nog een papiermachine maar, mede vanwege de duurte van de lompen, kwam het bedrijf in 1873 tot een einde. Het was toentertijd een der grootste bedrijven van Boxtel. Vlak bij de papierfabriek is er nog enige tijd een brouwerij geweest.